# Beulah (Míchigan)
Beulah es una villa ubicada en el condado de Benzie en el estado estadounidense de Míchigan. Es sede condado de Benzie. En el Censo de 2010 tenía una población de 342 habitantes y una densidad poblacional de 0,31 personas por km².

## Geografía
Beulah se encuentra ubicada en las coordenadas 44°37′47″N 86°5′45″O / 44.62972, -86.09583. Según la Oficina del Censo de los Estados Unidos, Beulah tiene una superficie total de 1118.87 km², de la cual 1116.28 km² corresponden a tierra firme y (0.23%) 2.59 km² es agua.

## Demografía
Según el censo de 2010, había 342 personas residiendo en Beulah. La densidad de población era de 0,31 hab./km². De los 342 habitantes, Beulah estaba compuesto por el 97.95% blancos, el 0.29% eran afroamericanos, el 0.29% eran amerindios, el 0% eran asiáticos, el 0% eran isleños del Pacífico, el 0.58% eran de otras razas y el 0.88% pertenecían a dos o más razas. Del total de la población el 2.34% eran hispanos o latinos de cualquier raza.